# Polla de Potrancas
La Polla de Potrancas es una competición hípica que se lleva a cabo en varios países de América Latina, y es un eslabón de la Triple Corona o Cuádruple Corona para Fina Sangre de cada país.
Algunas de ellas son la Polla de Potrancas de Perú, la Polla de Potrancas de Argentina, la Polla de Potrancas de Chile, la Polla de Potrancas de Uruguay, la  Polla de Potrancas de Colombia.
Pueden competir solamente Potrancas de tres años de edad.

## Polla de Potrancas de Argentina

### Polla de Potrancas de Palermo
El Gran Premio Polla de Potrancas es el primer eslabón de la Triple Corona argentina.

### Polla de Potrancas de La Plata
Premio Clásico Polla de Potrancas disputado en 1600 metros, en pista de arena de Hipódromo de La Plata. Importancia: Grupo II.

#### Últimas ganadoras del Clásico Polla de Potrancas, en La Plata
| Año  | Ganadora         | País | Jockey              | País | Padrillo       | País | Yegua Madre   | País | Criador                            | Caballeriza     | Colores            |
| ---- | ---------------- | ---- | ------------------- | ---- | -------------- | ---- | ------------- | ---- | ---------------------------------- | --------------- | ------------------ |
| 2017 | Tomorrow Future  |      | Walter Aguirre      |      | Jump Start     |      | Gaelic Luck   |      | Eduardo y Santiago Martínez de Hoz | Comalal         | Horse racing silks |
| 2016 | Pluja            |      | Altair Domingos     |      | Sidney's Candy |      | Pumpkin       |      | Haras La Pasión                    | Rubio B.        | Horse racing silks |
| 2015 | Muñeca Soñada    |      | Altair Domingos     |      | Lizard Island  |      | Muñeca Fina   |      | Haras Abolengo                     | Dark Horse      | Horse racing silks |
| 2014 | Barty Nistel     |      | Edwin Talaverano    |      | Van Nistelrooy |      | Barbie Parade |      | Haras Firmamento                   | Firmamento      | Horse racing silks |
| 2013 | Travelwell       |      | Mario Fernández     |      | True Cause     |      | Cipaya Girl   |      | Haras El Paraíso                   | Los San Esteban | Horse racing silks |
| 2012 | Lunasia          |      | Adrián Giannetti    |      | Southern Halo  |      | Luna Libre    |      | Haras Santa Inés                   | Santa Inés      | Horse racing silks |
| 2011 | Life For Sale    |      | Jorge Ricardo       |      | Not For Sale   |      | Doubt Fire    |      | Paulo Cesar Peixoto de Castro      | Rubio B.        | Horse racing silks |
| 2010 | Pride of Dignity |      | Gustavo Calvente    |      | Hennessy       |      | Subversión    |      | Haras de La Pomme                  | La Pomme        | Horse racing silks |
| 2009 | La Charmante     |      | José Ricardo Méndez |      | Indygo Shiner  |      | La Magie      |      | Haras La Quebrada                  | S. de B.        | Horse racing silks |
| 2008 | Linda Love       |      | Pablo Falero        |      | Salt Lake      |      | Lady Regent   |      | Haras Vacación                     | Vacación        | Horse racing silks |
| 2007 | La Secre         |      | Pablo Gómez         |      | El Sembrador   |      | Semarang      |      | Haras El Tala                      | Patoruzú        | Horse racing silks |
| 2006 | Miss Twins       |      | Damián Ramella      |      | Numerous       |      | Twins Parade  |      | Haras Firmamento                   | Firmamento      | Horse racing silks |

## Polla de Potrancas de Colombia
Disputado en 1609 metros, en pista de césped, es parte de la Triple Corona colombiana. Importancia: Grupo I.

## Polla de Potrancas de Chile
Se Disputa en 1.700 metros, en pista de césped, en el Club Hípico de Santiago. Importancia: Grupo I. y Forma parte de la Cuádruple Corona de dicho hipópdromo.

## Polla de Potrancas de Perú
La Polla de Potrancas (1000 Guineas Peruano) se corrió por primera vez en el año 1910 en el entonces Hipódromo de Santa Beatriz; hoy en día, la carrera se realiza en el Hipódromo de Monterrico en el año 1960.  Desde sus comienzos, la carrera ha sido disputada sobre pista de arena y tuvo una distancia de 1,600 metros. Importancia: Grupo I.

## Polla de Potrancas de Uruguay
Gran Premio Polla de Potrancas (1000 Guineas Uruguayo) es el primer eslabón de la Triple Corona uruguaya. Disputada en 1609 metros, pista de arena de Hipódromo de Maroñas. Importancia: Grupo I.